# Чжао Жун, Августин
Августин Чжао Жон  (кит.  趙榮 思定, 1746 — 18 января 1815) — святой Римско-Католической Церкви, мученик, первый католический священник китайского происхождения.

## Биография
В молодости Чжао Жон вёл распутный стиль жизни. В возрасте 20 лет работал охранником в тюрьме. В 1772 году, когда в империи Цин начались преследования католиков, в тюрьме, где  он служил , находилось много арестованных христиан, среди которых был работавший в Чэнду миссионер из Парижского общества заграничных миссий, священник Мартин Мойе (известный как отец Мэй). От этого заключённого Чжао Жон впервые узнал о христианстве. Освободившись из заключения, отец Мэй стал преподавать Августину  уроки латинского языка, одновременно знакомя его с Библией.
В 1779 году в провинции Сычуань начался голод и эпидемия Чжао Жон был послан туда для помощи католическим священникам. В связи с тем, что он смело проповедовал христианство среди жертв эпидемии, крестил многих желающих, католическим епископом было принято решение рукоположить его в священника. Таинство рукоположения в сан пресвитера  состоялось 10 мая 1781 года.
Во время преследований католиков в 1815 году  Чжао Жон был арестован и отправлен в тюрьму города Чэнду, где погиб от пыток 18 января 1815 года.

## Прославление
Августин Чжао Жон был беатифицирован 27 мая 1900 года Римским Папой Львом XIII и канонизирован 1 октября 2000 года Римским Папой Иоанном Павлом II вместе с группой 120 китайских мучеников.
День памяти в Католической Церкви — 9 июля.

## Источник
- George G. Christian OP, Augustine Zhao Rong and Companions, Martyrs of China, 2005 (недоступная ссылка)  (англ.)